# Троекурово (станция)
Троеку́рово — железнодорожная станция Мичуринского региона Юго-Восточной железной дороги, расположенная на линии Москва — Богоявленск. Названа по одноимённому селу, расположенному вблизи станции.
Станция производит только пассажирские операции: продажу билетов и выдачу багажа. На станции останавливается большинство проходящих через неё поездов дальнего следования, и единственная пара электропоездов Узуново — Троекурово.

## История
Станция открыта в 1890 году при открытии ветви Лев Толстой — Троекурово. Станция улучшила торговый оборот прилегающих сёл: местный хлеб мог отправляться по железной дороге без завоза в Чаплыгин. В 1896 году при прокладке линии Москва — Богоявленск станция стала узловой.
В 1966 году по станции проведена электрификация всех путей, пущены электропоезда. Рядом со станцией появился филиал путейской части, куда в 2008 году была передана электромотриса ЭР9ПК-265, состоящая из двух вагонов.
По состоянию на конец 1980-х годов через станцию Троекурово проходило 4 пары электропоездов: 2 пары Мичуринск — Троекурово, 1 пара Мичуринск — Топиллы и 1 пара Мичуринск — Павелец. В 1998 году после демонтажа ветки на Лев Толстой (частично сохранилась насыпь рядом с южной горловиной станции Троекурово) станция перестала быть узловой.

## Дальнее сообщение
| № поезда       | Маршрут движения      | № поезда       | Маршрут движения      |
| -------------- | --------------------- | -------------- | --------------------- |
| 5/6 «Лотос»    | Астрахань — Москва    | 5/6 «Лотос»    | Москва — Астрахань    |
| 15/16          | Волгоград — Москва    | 15/16          | Москва — Волгоград    |
| 17/18          | Саратов — Москва      | 17/18          | -                     |
| 31/32 «Тамбов» | -                     | 31/32 «Тамбов» | Москва — Тамбов       |
| 77/78          | Ставрополь — Москва   | 77/78          | Москва — Ставрополь   |
| 343/344        | Балашов — Москва      | 343/344        | Москва — Балашов      |
| 377/378        | Новороссийск — Москва | 377/378        | Москва — Новороссийск |
| 379/380        | -                     | 379/380        | Москва — Камышин      |